# Della Reese

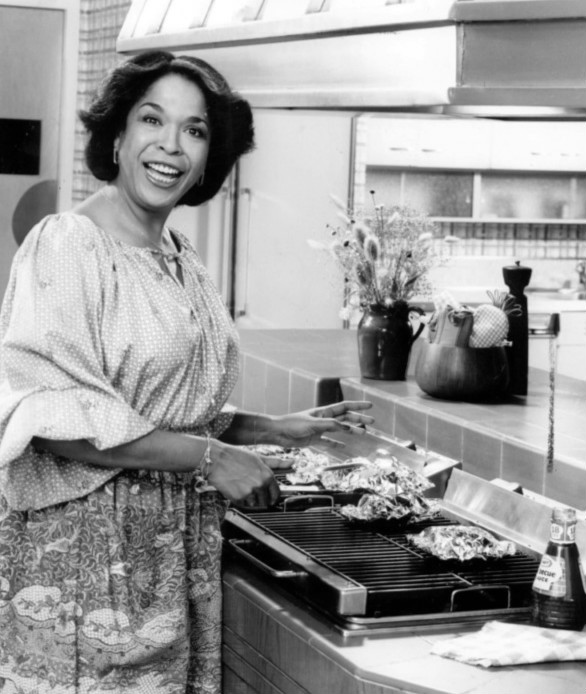
Della Reese in 1977

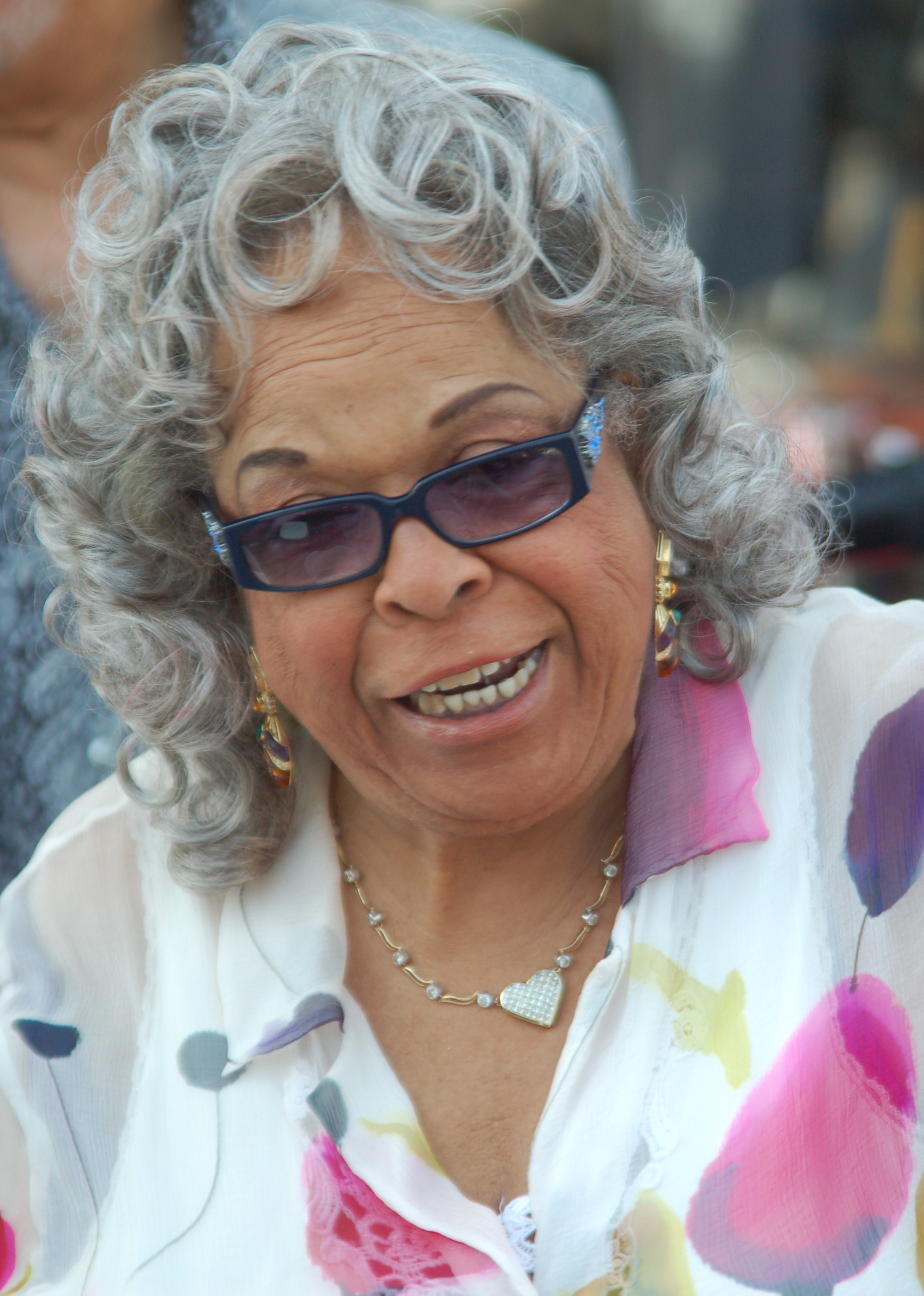
Della Reese in 2009

Della Reese, artiestennaam van Delloreese Patricia Early (Detroit (Michigan), 6 juli 1931 – Los Angeles, 19 november 2017), was een Amerikaans actrice en zangeres. 
Ze begon haar carrière aan het einde van de jaren vijftig als jazzzangeres. Later legde Reese zich toe op het acteren. Ze is bekend door haar rol van het personage Tess, de engel in de televisieserie Touched by an Angel. Reese was ook een erkende predikant van de Understanding Principles for Better Living Church in Los Angeles. Ze was van afkomst half Afro-Amerikaans en half Cherokee indiaanse.

## Biografie
Della Reese was amper zes jaar oud toen ze voor het eerst interesse kreeg in het zingen. Ze startte haar carrière als zangeres in een kerkkoor. Het is door deze ervaring dat ze gospelzangeres werd. Op dertienjarige leeftijd ging ze meezingen in de gospelgroep van Mahalia Jackson. Nadien richtte ze haar eigen gospelgroep op, die zich The Meditation Singers noemde. Deels door het overlijden van haar moeder en de zware ziekte van haar vader moest Reese haar studie aan de Wayne State University onderbreken om te gaan werken en bij te dragen in het gezin.

### Zangcarrière
Reese won een plaatselijke zangwedstrijd; de prijs voor de winnende deelnemer was dat men een week in een zeer bekende club (The Flame Show Bar) in Detroit live mocht zingen, maar de club in Detroit was zodanig onder de indruk dat ze er acht weken mocht optreden. Hoewel haar repertoire enkel het gospelgenre omvatte, werd Reese door haar succes in die club geïnspireerd en beïnvloed door jazzlegendes als Ella Fitzgerald en Billie Holiday. In 1953 kreeg Reese een platencontract bij Jubiliee Records en werd ze lid van het Erskine Hawkins orkest.
Haar eerste opnames waren liedjes als In the Still of the Night, I've Got Love to Keep Me Warm en Time After Time. Het toonde haar zangtalent, maar de liedjes behaalden geen hoge noteringen in de hitlijsten. Na jaren proberen kreeg Reese pas in 1957 een hit met het singletje And That Reminds Me. Het liedje bereikte de top twintig, en werd later in dat jaar een pophit. Er werden enkele miljoenen exemplaren verkocht. 1957 bleek voor Reese het gouden jaar te worden, toen ze ook door het prestigieuze Billboard Magazine en andere tijdschriften werd uitgeroepen tot meest belovende zangeres.
In 1959 stapte Reese over naar RCA Records. Mercer Ellington werd haar producer. Haar eerste single Don't You Know was gebaseerd op Puccini's La Bohème. Reeses versie werd haar grootste hit en haalde de nummer 2 in de hitlijsten (waaronder The Black Singles Chart). Het lied mag beschouwd worden als haar lijflied.
Het succes dat RCA oogstte met Reese duurde tot 1960, toen ze de opvolger Not One Minute More maakte. Hierna onderbrak Reese het maken van plaatopnamen voor enige tijd, wat vooral mogelijk was door al haar voorafgaande grote hits. Gedurende negen jaar werkte ze in Las Vegas (Nevada) en toerde ze door het land. Ze nam weer regelmatig platen op in de late jaren zestig, maar geen enkele behaalde nog hoge noteringen in de hitlijsten.

### Televisiecarrière
In 1969 kreeg Reese voor het eerst haar kans om door te breken op televisie door middel van haar eigen praatprogramma Della. De serie stopte na 197 afleveringen. In 1970 werd ze als een van de eerste Afro-Amerikaanse vrouwen uitgenodigd voor een gastpresentatie in The Tonight Show met Johnny Carson.
Van 1994 tot 2003 speelde Reese haar bekendste rol als engel Tess in de spirituele televisieserie Touched by an Angel. Ze zong ook het openingslied van de serie. Haar deelname aan deze serie heeft haar populariteit bij het jongere publiek vergroot.

### Gezondheid
In 1979, na een gastoptreden in de Tonight Show, kreeg Reese een bijna fataal hersenaneurysma, dezelfde aandoening waaraan haar moeder in 1949 was gestorven. Zij herstelde volledig na twee hersenoperaties in het universiteitsziekenhuis van London (Ontario). Dit was de tweede keer dat ze dicht bij de dood kwam: enkele jaren voordien wandelde zij per ongeluk door een glazen deur in haar woning, waarbij ze ruim duizend hechtingen nodig had om alle wonden te dichten. Ze had zoveel bloed verloren dat ze later verklaarde een bijna-doodervaring te hebben gehad.
In 2002 maakte Reese in de Larry King Show bekend dat ze aan diabetes type II leed. Ze werd een boegbeeld voor de American Diabetes Association en toerde door de Verenigde Staten om de ziekte bekend te maken bij het publiek.
Della Reese overleed in 2017 op 86-jarige leeftijd.

## Eerbewijzen
- In 1987 werd ze genomineerd voor een Grammy Award voor een van haar gospelalbums.
- In 2005 werd Reese geëerd door Oprah Winfrey op haar Legends Ball, samen met nog 25 Afro-Amerikaanse vrouwen.

## Filmografie
- The Mod Squad Televisieserie - Rose (Afl., Find Tara Chapman!, 1968)
- Playboy After Dark Televisieserie - Zangeres (Episode 1.4, 1969)
- The Bold Ones: The New Doctors Televisieserie - Grace Dayton (Afl., Killer on the Loose, 1970)
- Getting Together Televisieserie - Rol onbekend (Afl., Singing the Blues, 1971)
- The Voyage of the Yes (Televisiefilm, 1973) - Opal Parker
- Daddy's Girl (Televisiefilm, 1973) - Rol onbekend
- Twice in a Lifetime (Televisiefilm, 1974) - Flo
- Police Woman Televisieserie - Tina Thompson (Afl., Requiem for Bored Wives, 1974)
- Petrocelli Televisieserie - Angela Damon (Afl., Once Upon a Victim, 1975)
- Joe Forrester Televisieserie - Rol onbekend (Afl., The Return of Joe Forrester, 1975)
- Police Story Televisieserie - Rol onbekend (Afl., The Return of Joe Forrester, 1975)
- Cop on the Beat (Televisiefilm, 1975) - Claudine
- The Tonight Show Starring Johnny Carson Televisieserie - Gastoptreder (Episode 7 januari 1971|13 april 1973|19 mei 1975)
- The Rookies Televisieserie - Landers (Afl., Ladies Day, 1975)
- Psychic Killer (1975) - Mrs. Gibson
- McCloud Televisieserie - Politie-sergeant Gladys Harris (Afl., The Must Be the Alamo, 1974|The Day New York Turned Blue, 1976)
- Medical Center Televisieserie - Kapitein Sykes (Afl., Major Annie, MD, 1976)
- Flo's Place (Televisiefilm, 1976) - Flo
- Nightmare in Badham County (Televisiefilm, 1976) - Sarah
- Chico and the Man Televisieserie - Della Rogers (12 afl., 1975-1978)
- Vega$ Televisieserie - Ernie (Afl., Lost Women, 1978)
- Welcome Back, Kotter Televisieserie - Mrs. Tremaine (Afl., Come Back, Little Arnold, 1979|The Gang Show, 1979)
- Insight Televisieserie - De rechter (Afl., God in the Dock, 1980)
- The Love Boat Televisieserie - Millie Washington (Afl., The Musical/My Ex-Mom/The Show Must Go On/The Pest/My Aunt, the Worrier: Part 1 & 2, 1982)
- It Takes Two Televisieserie - Rechter Caroline Philips (Afl. onbekend, 1982-1983)
- The A-Team Televisieserie - Mrs. Baracus (Afl., Lease with an Option to Die, 1985)
- Crazy Like a Fox Televisieserie - Rol onbekend (Afl., Fox Hunt, 1985|Is There a Fox in the House?, 1985|A Fox at the Races, 1986)
- ABC Afterschool Specials Televisieserie - Tante Faith (Afl., The Gift of Amazing Grace, 1986)
- Charlie & Co. Televisieserie - Tante Rachel (Afl. onbekend, 1986)
- 227 Televisieserie - Rita, Sandra's moeder (Afl., Far from the Tree, 1987)
- Night Court Televisieserie - Tante Ruth (Afl., Auntie Maim, 1989)
- Harlem Nights (1989) - Vera
- The Kid Who Loved Christmas (Televisiefilm, 1990) - Alicia Slater
- 227 Televisieserie - Grace (Afl., Where Do We Go from Here?, 1990)
- The Young Riders Televisieserie - Stagecoach Sally (Afl., Born to Hang, 1990)
- Married People Televisieserie - Rol onbekend (Afl., Dance Ten, Friends Zero, 1991)
- A Pup Named Scooby-Doo Televisieserie - Additionele stemmen (Afl. onbekend, 1988-1991, stem)
- MacGyver Televisieserie - Mama Colton (Afl., Squeeze Play, 1990|The Coltons, 1991)
- You Must Remember This (Televisiefilm, 1992) - Ella DuChamps (Stem)
- The Royal Family Televisieserie - Victoria Royal (13 afl., 1991-1992)
- Dream On Televisieserie - Verpleegster (Afl., No Deposit, No Return, 1992)
- The Distinguished Gentleman (1992) - Liftbediende (Niet op aftiteling)
- Designing Wowen Televisieserie - Mrs. Toussant (Afl., Wedding Redux, 1993)
- L.A. Law Televisieserie - Lucille Lake (Afl., Vindaloo in the Villows, 1993)
- Picket Fences Televisieserie - Naomi Grand (Afl., The Lullaby League, 1993)
- A Line Between Love and Hate (1996) - Ma Wright
- A Match Made in Heaven (Televisiefilm, 1997) - Katie Beale
- Miracle in the Woods (Televisiefilm, 1997) - Lilly Cooper
- Promised Land Televisieserie - Tess (Afl., The Motel, 1996|Homecoming, 1996|The Road Home: Part 2, 1997|Mirror Image, 1998|Vengeance Is Mine: Part 2, 1998)
- Emma's Wish (Televisiefilm, 1998) - Mona Washburn
- Mama Flora's Family (Televisiefilm, 1998) - Nana Fleming
- The Secret Path (Televisiefilm, 1999) - Honey
- Having Our Say: The Delany Sisters' First 100 Years (Televisiefilm, 1999) - Martha Logan
- Anya's Bell (Televisiefilm, 1999) - Anya Herpick
- Dinosaur (2000) - Eema (Stem)
- Happily Ever After: Fairy Tales for Every Child Televisieserie - The Blues Fiary (Afl. onbekend, 1995-2000)
- The Moving of Sophia Myles (Televisiefilm, 2000) - Sophia Myles
- Touched by an Angel Televisieserie - Tess (213 afl., 1994-2003)
- Beauty Shop (2005) - Mrs. Towner
- That's So Raven Televisieserie - Ronnie Wilcox (Afl., The Four Aces, 2006)
- If I Had Known I Was a Genius (2007) - Nana